# Mares (poble)
Els mares (en llatí mares, en grec antic Μᾶρες) eren una tribu que vivia a la costa del Pont, veïns de mosinecs, segons diu Hecateu.
Heròdot descriu el seu armament quan servien a l'exèrcit de Xerxes I de Pèrsia. Diu que portaven elms de vímet, escuts de cuiro, i javelines. Els escriptors posteriors no els mencionen.